# Aeroporto Internacional Juanda
O Aeroporto Internacional Juanda é o terceiro maior aeroporto da Indonésia. Com 2 terminais para passageiros, o aeroporto atende à cidade de Surabaia e arredores.
O governo planeja a inauguração de um novo aeroporto para novembro de 2006. Localizado ao norte do antigo, o novo Aeroporto Juanda terá capacidade para seis milhões de passageiros por ano.

## Companhias aéreas

### Domésticas

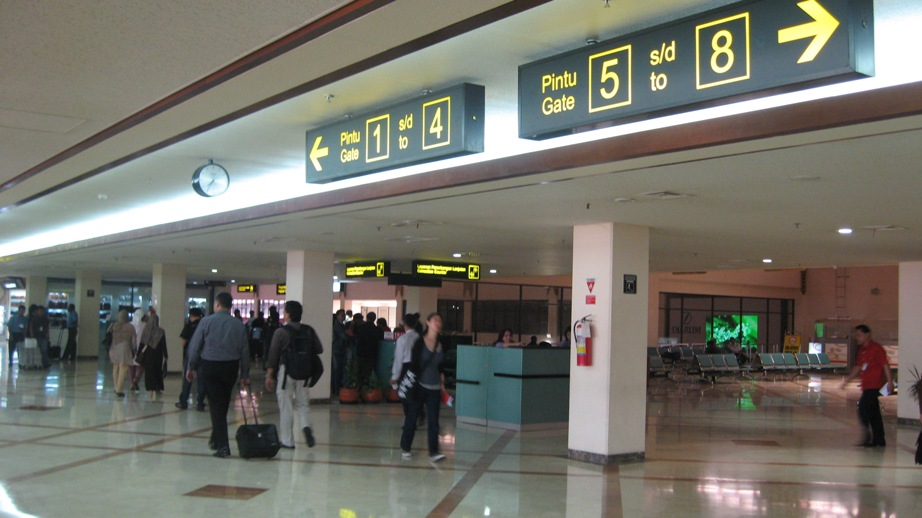
Terminal de passageiros.

- Adam Air
- Airfast
- Air Efata
- Batavia Air
- Citilink
- Garuda Indonesia
- Indonesia AirAsia
- KalStar
- Kartika Airlines
- Lion Air
- Mandala Airlines
- Merpati Nusantara Airlines
- Pelita Air
- TOP Air
- Trigana Air
- Wings Air
- Sriwijaya Air

### Internacionais
- AirAsia (Kuala Lumpur)
- Cathay Pacific (Hong Kong)
- EVA Air (Taipei)
- Garuda Indonesia (Singapura, Kuala Lumpur, Guangzhou)
- Lion Air (Kuala Lumpur)
- Malaysia Airlines (Kuala Lumpur)
- Merpati Nusantara Airlines (Kuala Lumpur)
- SilkAir (Singapura)
- Royal Brunei Airlines (Bandar Seri Begawan)
- Valuair (Singapura)